# ماريو براتو
ماريو براتو (بالرومانية: Mario Bratu) هو لاعب كرة قدم روماني في مركز الوسط، ولد في 7 يونيو 2002 في بلويشت في رومانيا. لعب مع نادي بترولول بلويشتي.

## وصلات خارجية
- ماريو براتو على موقع قاعدة بيانات كرة القدم.إي يو (الإنجليزية)
- ماريو براتو على موقع Soccerway.com (الإنجليزية)